# 耶羅恩·特羅梅爾
耶倫·特羅梅爾（荷蘭語：Jeroen Trommel；1980年8月1日—）是一位荷蘭排球運動員。他現在效力於波蘭球隊MKS Cuprum Lubin。他也是荷蘭國家男子排球隊的一員。